# 御用監
御用監是明代宦官二十四衙门之一。
凡御前所用圍屏、牀榻諸木器，及紫檀、象牙、烏木、螺甸諸玩器，皆造辦之。
又有仁智殿監工一員，掌武英殿中書承旨所寫書籍畫冊等，奏進御前。

## 官制
- 掌印太监，一员；
- 里外监把总，二员；
- 典簿，无定员；
- 掌司，无定员；
- 写字，无定员；
- 监工，无定员。

## 首都人员

### 宣德时期
王瑾

### 正统时期
李童

### 景泰时期
尚义、王勤

### 成化时期
钱义、
罗祥、
景聪、覃平

### 弘治时期
董让、
刘孝、潘德、刘昶、
陈元

### 正德时期
郭通、金义

### 嘉靖时期
孙瑜（左监丞）
李信、
张永（掌印）、
赵芬、
丁恭

### 万历时期
张随

## 留都人员

### 成化时期
梁芳、韦兴、陈喜

## 外部連結
- 明朝二十四衙門 （页面存档备份，存于）